# Teodoro Schmidt
Teodoro Schmidt är en kommun i Chile.   Den ligger i provinsen Provincia de Cautín och regionen Región de la Araucanía, i den södra delen av landet, 600 km söder om huvudstaden Santiago de Chile.
I omgivningarna runt Teodoro Schmidt växer huvudsakligen savannskog. Runt Teodoro Schmidt är det glesbefolkat, med 19 invånare per kvadratkilometer.